# Complexul piscicol Dumbrăvița
Complexul piscicol Dumbrăvița este o arie de protecție specială  avifaunistică situată în județul Brașov, pe terenul administrativ al comunei Dumbrăvița.

## Localizare
Aria naturală se află în Depresiunea Brașovului, pe teritoriul central-estic al județului Brașov, în partea estică a satului Dumbrăvița și cea sud-vestică a Satului Nou, în imediata apropiere a drumului județean (DJ112C) care leagă localitatea Vlădeni de Hălchiu

## Descriere
Aria naturală naturală Complexul piscicol Dumbrăvița este întinsă pe o suprafață de 414 ha. și a fost declarată arie protejată prin Hotărârea de Guvern Nr.1251 din 30 noiembrie 2004 (privind instituirea regimului de arie naturală protejată pentru noi zone) iar din 2006 zonă umedă de importanță internațională
Aria naturală se suprapune sitului Natura 2000 - „Dumbrăvița - Rotbav - Măgura Codlei” și reprezintă o zonă umedă (luciu de apă, fânețe și vegetație din stuf și papură) în bazinul mijlociu al văii Hamaradia (afluent de stânga al râului Homorod) cu o importantă și diversificată faună de păsări acvatice. 
Aria protejată asigură condiții de cuibărit, hrană și viețuire pentru specii de păsări migratoare și de pasaj care tranzitează Munții Carpați.
Rezervația dispune de mai multe tipuri de habitate, asfel: curi (luciu de apă), cursuri de apă, mlaștini și turbării, terenuri arabile cultivate și necultivate, fânețe și pășuni.

## Floră și faună
Rezervația naturală dispune de elemente floristice (păpuriș, stufăriș, vegetație ierboasă) și faunistice (păsări, mamifere, reptile, pești) specifice zonelor umede.
La nivelul ierburilor sunt întâlnite rarități vegetale cu specii de: bulbuc de munte (Trollius europaeus), odolean (Valeriana simplicifolia), curechi de munte (Ligularia sibirica), șapte-degete (Comarum palustre), trifoi de baltă (Menyanthes trifoliata), dumbrăviță de baltă (Epipactis palustris), precum și o orhidee din specia Dactylorhiza incarnata.  

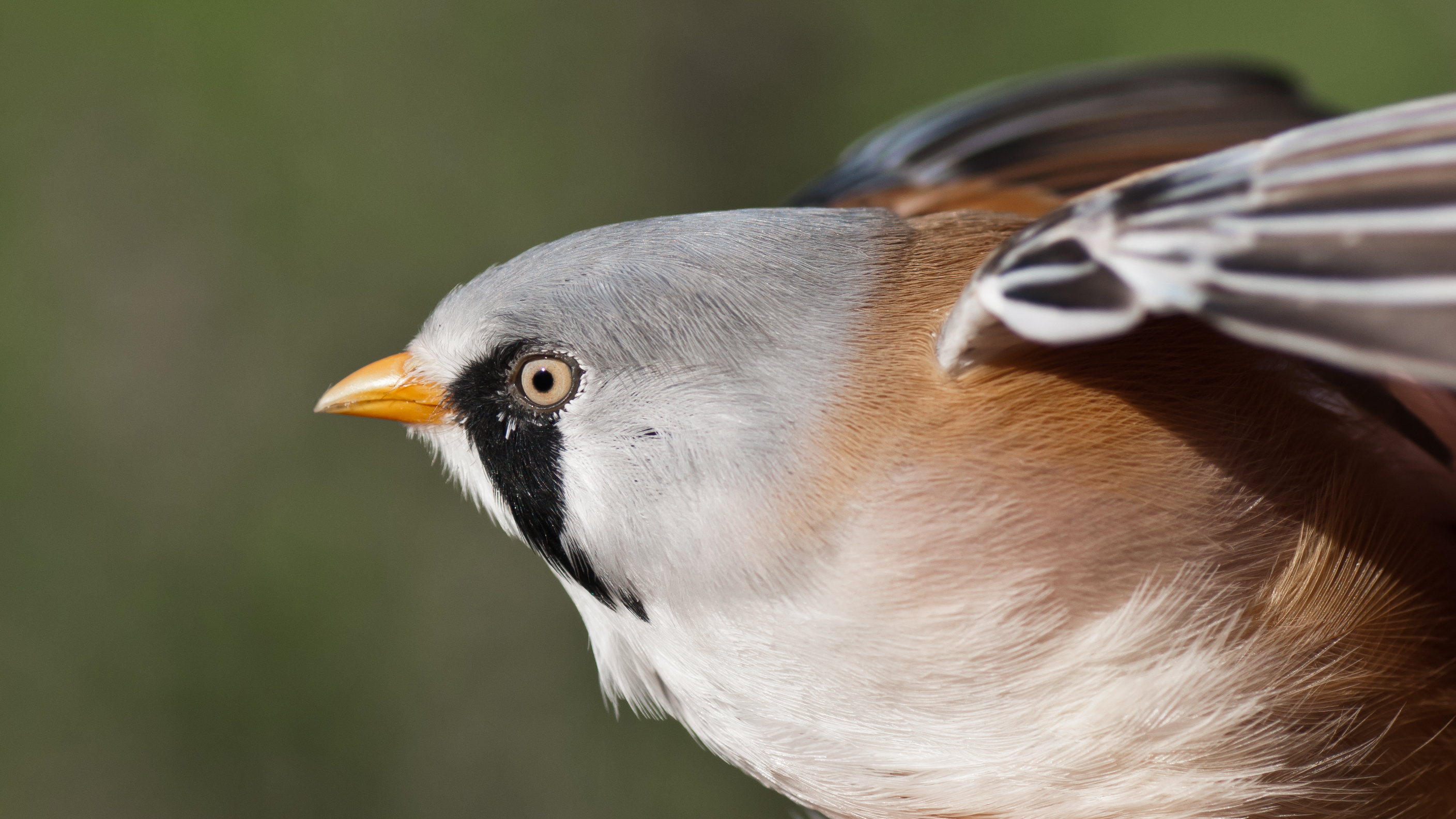
Pițigoi de stuf (Panurus biarmicus)

Situl adăpostește și asigură condiții de viețuire, hrană și cuibărire pentru mai multe specii de păsări migratoare, de pasaj sau sedentare, dintre care: cormoran mare (Phalacrocorax carbo), stârc cenușiu (Ardea cinerea), stârc roșu (Ardea purpurea), stârc pitic (Ixobrychus minutus), gârliță mare (Anser albifrons), buhai de baltă (Botaurus stellaris), pescăruși, (din familiile Laridae și Sterna), egretă mare (Egretta alba), egretă mică (Egretta garzetta), barză neagră (Ciconia nigra), cristel de câmp (Crex crex), călifar (Todorna todorna), lișiță (Fulica atra), corcodel mic (Tachybaptus ruficollis), pițigoi de stuf (Panurus biarmicus), lăcar mare (Acrocephalus arundinaceus), sfrâncioc roșiatic (Lanius collurio) sau rață roșie (Aythya nyroca).

## Căi de acces
- Drumul național DN1 pe ruta: Brașov - Codlea - Vlădeni, de aici se intră în drumul județean (DJ112C) în direcția Dumbrăvița
- La ieșire din Codlea (pe DN1 în direcția Perșani) se intră în dreapta pe drumul județean (DJ112J) spre Dumbrăvița

## Monumente și atracții turistice
În vecinătatea rezervației se află câteva obiective de interes istoric, cultural și turistic; astfel:

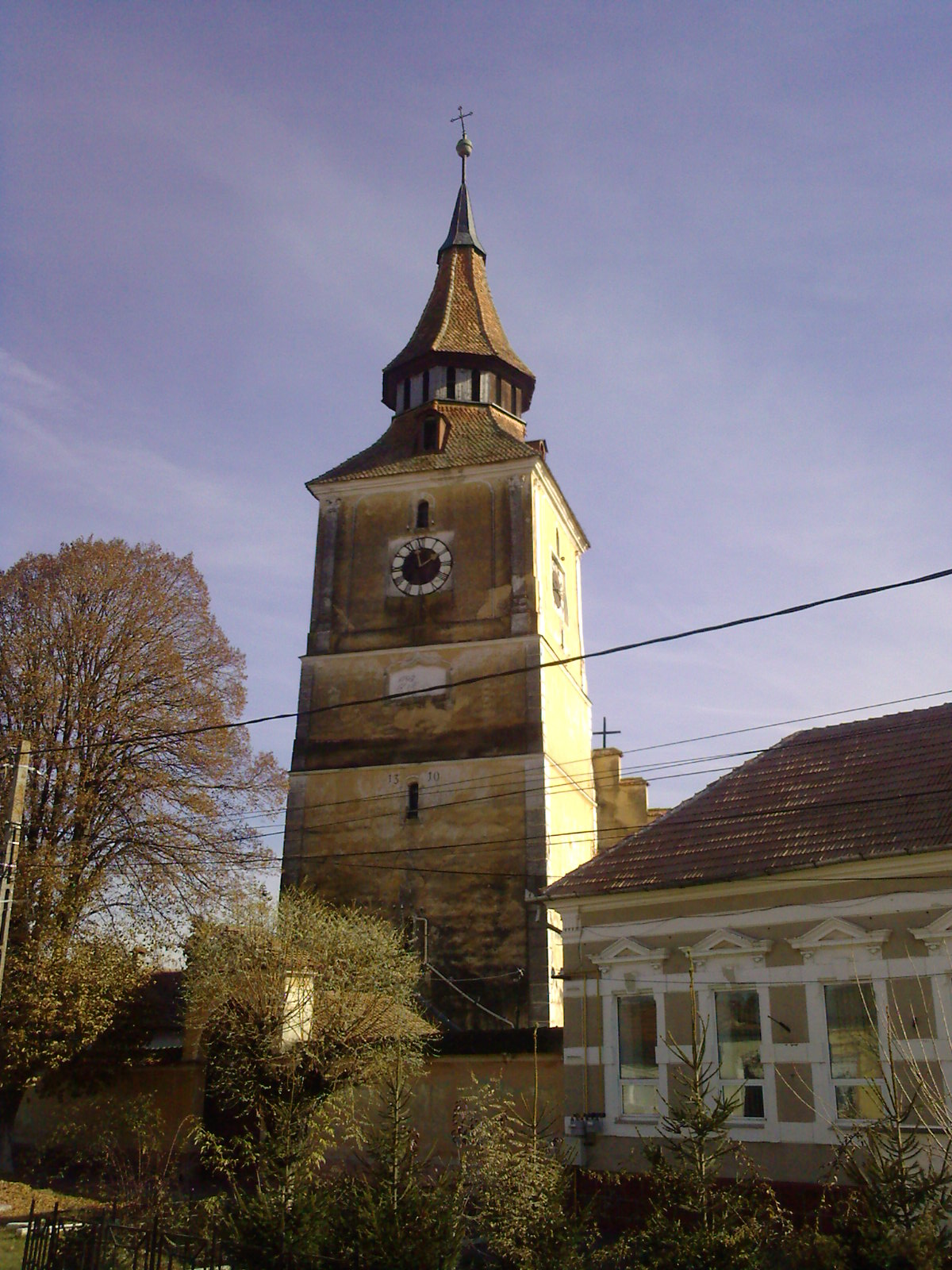
Biserica fortificată din Bod

- Ansamblul bisericii evanghelice fortificate din Codlea (Biserica evanghelică, încăperi pentru provizii și incintă fortificată cu turnuri de apărare), construcție sec. XV - XIX, monument istoric.
- Biserica evanghelică fortificată din Bod (monument istoric),   construită în jurul anului 1300 și restaurată în 1710, dar se prăbușește în anul 1802 în urma unui cuteremur, urmând ca între anii 1804-1806, pe fundația bisericii vechi, să fie construit actualul lăcaș de cult[9].
- Biserica "Sf. Nicolae" din Bod, construcție 1776, monument istoric.
- Biserica "Sf. Arhangheli" din Hălchiu, construcție 1791, monument istoric.
- Biserica evanghelică din Hălchiu, construcție 1807, monument istoric.
- Biserica de lemn "Sfântul Dumitru" din Satu Nou (monument istoric). Lăcașul de cult a fost construit în anul 1688 la Rășinari, Sibiu de unde a fost adusă și refăcută pe locul actual în anul 1889.
- Moara veche din Dumbrăvița, construcție 1887, monument istoric.
- Situl arheologic "Dealul Plopilor" de la Bod (Epoca medievală timpurie, Epoca romană, Hallstatt, Latène, Epoca bronzului, Neolitic).